# Charles Manly Stedman

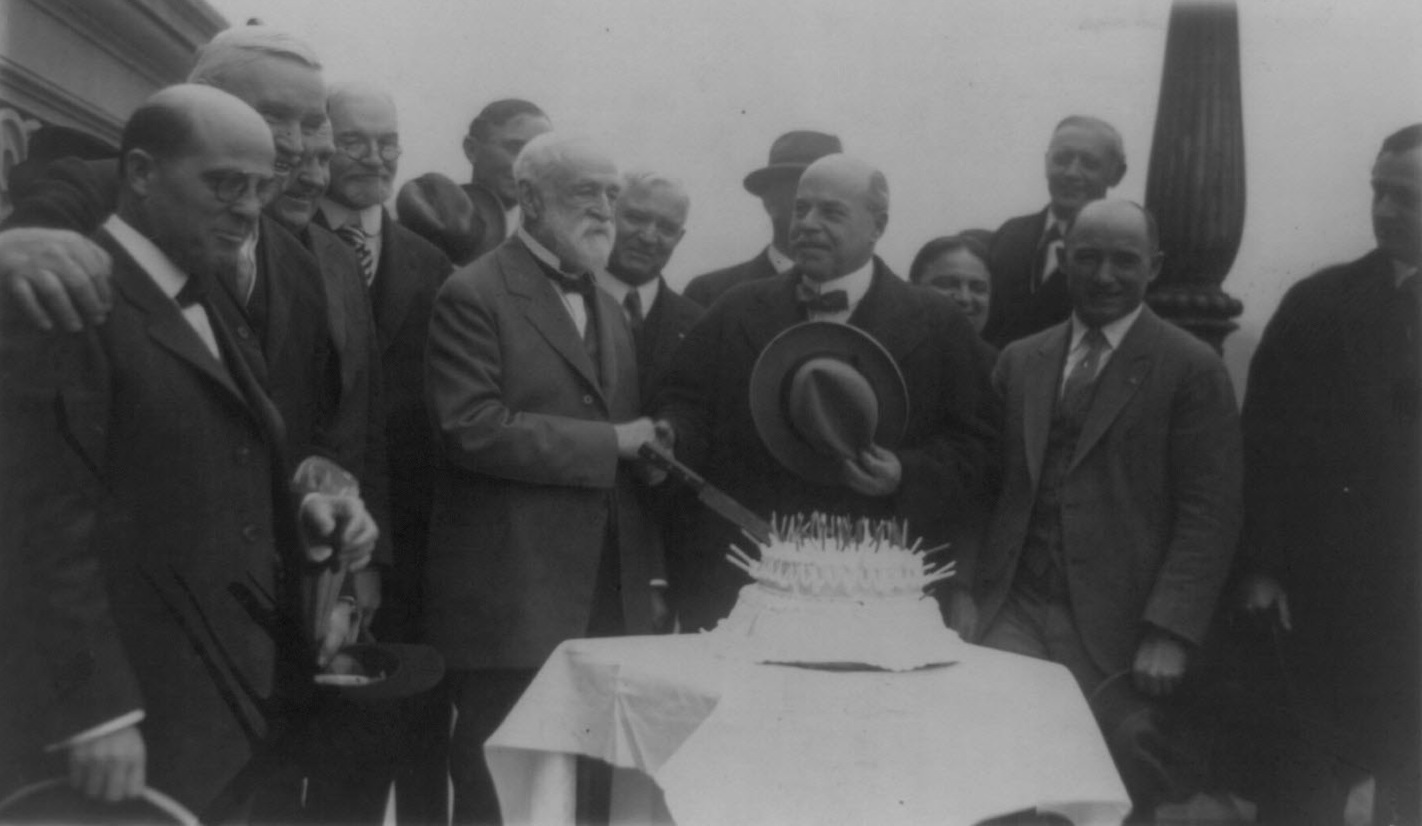
Charles Manly Stedman (links neben dem Tisch) nimmt an seinem 85. Geburtstag die Glückwünsche von Speaker Nicholas Longworth entgegen.

Charles Manly Stedman (* 29. Januar 1841 in Pittsboro, Chatham County, North Carolina; † 23. September 1930 in Washington, D.C.) war ein US-amerikanischer Politiker. Zwischen 1911 und 1930 vertrat er den Bundesstaat North Carolina im US-Repräsentantenhaus.

## Werdegang
Im Jahr 1853 kam Charles Stedman mit seinen Eltern nach Fayetteville. Er besuchte die öffentlichen Schulen seiner Heimat und studierte danach bis 1861 an der University of North Carolina in Chapel Hill. Während des Bürgerkrieges diente er im Heer der Konföderation, in dem er es bis zum Major brachte. Nach dem Krieg unterrichtete er für ein Jahr als Lehrer in Pittsboro. Nach einem Jurastudium und seiner Zulassung als Rechtsanwalt begann er ab 1867 in Wilmington in diesem Beruf zu arbeiten.
Politisch war Stedman Mitglied der Demokratischen Partei. Im Jahr 1880 war er Delegierter auf der Democratic National Convention in Cincinnati, auf der Winfield Scott Hancock als Präsidentschaftskandidat nominiert wurde. Zwischen 1884 und 1888 amtierte er als Vizegouverneur von North Carolina. In den Jahren 1888 und 1903 strebte er erfolglos die Nominierung seiner Partei für die Gouverneurswahlen an. 1891 zog er nach Asheville und 1898 nach Greensboro. In beiden Städten praktizierte er als Anwalt. In den Jahren 1900 und 1901 war Stedman Vorsitzender des Anwaltskammer seines Staates. Außerdem beteiligte er sich am Eisenbahnwesen und fungierte von 1910 bis 1911 als Präsident der North Carolina Railroad. Von 1899 bis 1915 war er auch Kurator der University of North Carolina.
Bei den Kongresswahlen des Jahres 1910 wurde Stedman im fünften Wahlbezirk von North Carolina in das US-Repräsentantenhaus in Washington, D.C. gewählt, wo er am 4. März 1911 die Nachfolge von John M. Morehead antrat. Nach neun Wiederwahlen konnte er bis zu seinem Tod am 23. September 1930 im Kongress verbleiben. In diese Zeit fiel der Erste Weltkrieg. Zwischen 1913 und 1920 wurden der 16., der 17., der 18. und der 19. Verfassungszusatz ratifiziert. Charles Stedman war einer der letzten Bürgerkriegsveteranen im Kongress.